# Sherry Turkle
Sherry Turkle, née le 18 juin 1948 à New York, est professeur d'études sociales en science et technologie au Massachusetts Institute of Technology.

## Biographie
Elle a obtenu un BA en études sociales, puis un Ph.D. en sociologie à l'université Harvard.
Ses recherches sont essentiellement axées sur la psychanalyse, et sur les interactions entre l'être humain et les objets technologiques, et particulièrement entre les hommes et les objets informatiques (ordinateurs, jouets électroniques, robots...).
Elle est l'auteur de l'ouvrage The Second Self (paru en 1984) qui a connu un relatif succès et qui est devenu un classique pour Catherine Frammery du Temps. Il a été traduit en français sous le titre Les enfants de l'ordinateur, publié aux éditions Denoël en 1986.
Son essai Alone Together paru en 2011 (traduction en français  Seuls ensemble, L'échappée en 2015) s'intéresse à l’impact des NTIC sur les comportements. Pour Benjamin Caraco de Slate, « la réflexion proposée par Turkle apparaît essentielle. Elle ouvre un débat sur les implications sociales, voire morales, de nos choix technologiques. Régulièrement présentée comme neutre, la technologie finit bien souvent par imposer sa logique ». Pour Hubert Guillaud du Monde, « Sherry Turkle dissèque l'ambivalence de la technologie quand elle propose d'être "l'architecte de notre intimité". Seuls ensemble est un fascinant portrait de notre relation changeante avec la technologie et de comment celle-ci a redéfini notre perception de l'intimité et de la solitude ». Pour l'expert en technologie David Weinberger (en), « son regard est  déformé par le modèle psychologique qu'elle cherche à plaquer sur le sujet ».

## Publications

### Livres

#### en anglais
- Psychoanalytic Politics: Jacques Lacan and Freud's French Revolution (1978)  (ISBN 0-89862-474-6)
- The Second Self: Computers and the Human Spirit (1984).  (ISBN 0-262-70111-1)
- Life on the Screen: Identity in the Age of the Internet (1995) (paperback  (ISBN 0-684-83348-4))
- Evocative Objects: Things We Think With, (Ed.), MIT Press (2007).  (ISBN 0-262-20168-2)
- Falling for Science: Objects in Mind, (Ed.), MIT Press (2008).  (ISBN 978-0-262-20172-8)
- The Inner History of Devices, (Ed.), MIT Press (2008).  (ISBN 978-0-262-20176-6)
- Simulation and Its Discontents, MIT Press (2009).  (ISBN 978-0-262-01270-6)
- Alone Together, Basic Books (2011).  (ISBN 978-0-465-01021-9)

#### traductions en français
- La France freudienne [« Psychoanalytic Politics: Jacques Lacan and Freud's French Revolution »], Grasset, 1982, 303 p. (ISBN 978-2-246-23511-8)
- Les Enfants de l'ordinateur [« The Second Self: Computers and the Human Spirit »], Denoël, 1986, 318 p. (ISBN 978-2-207-23211-8)
- Seuls ensemble : De plus en plus de technologies, de moins en moins de relations humaines [« Alone Together »] (trad. de l'anglais), Paris, L'échappée, 2015, 523 p. (ISBN 978-2-915830-91-0)
- Les Yeux dans les yeux : Le pouvoir de la conversation à l'heure du numérique [« Reclaiming Conversation: The Power of Talk in a Digital Age »] (trad. de l'anglais), Arles, Actes Sud, 2020, 552 p. (ISBN 978-2-330-13029-9)

### Articles
- Sherry Turkle, Will Taggart, Cory D. Kidd, and Olivia Dasté. (December 2006). "Relational Artifacts with Children and Elders: The Complexities of Cybercompanionship,"  Connection Science, 18(4):347-361.
- Sherry Turkle, (July 2006). "A Nascent Robotics Culture: New Complicities for Companionship," AAAI Technical Report Series.
- Sherry Turkle. (January 1996). "Who Am We? : We are moving from modernist calculation toward postmodernist simulation, where the self is a multiple, distributed system," Wired Magazine, Issue 4.01, January 1996.

### Interviews
- Liz Else, Sherry Turkle. "Living online: I'll have to ask my friends", New Scientist, issue 2569, 20 September 2006. (interview; subscription needed for full article)
- Colbert Report, Jan. 17th, 2011.
- Fischetti, M. (2014). THE NETWORKED PRIMATE. Scientific American, 311 (3). 82-85.